# جوردون لايتفوت: إذا كنت تستطيع قراءة عقلي (فلم)
جوردون لايتفوت: إذا كنت تستطيع قراءة عقلي (بالإنجليزية: Gordon Lightfoot: If You Could Read My Mind) فيلم وثائقي كندي للمخرجة والمنتجة مارثا كيهو والمخرجة جوان توسوني وصدر في عام 2019. يقدم الفيلم لمحة عن المغني وكاتب الأغاني الأيقوني الكندي جوردون لايتفوت، يضم الفيلم وجهة نظر لايتفوت الخاصة حول حياته المهنية في الموسيقى وانعكاسات المشاهير الآخرين الذين ألهموه أو تأثروا به، بما في ذلك راندي باتشمان وآن موراي (مغنية البوب والأغاني الريفية) وسارة ماكلاكلين (مغنية البوب الكندية) وتوم كوكران وسيلفيا تايسون وليني وارونكر والممثل الأمريكي أليك بالدوين. وبورتون كامينغز من الفريق الكندي "الجيس هو": سمع لايتفوت وقرر أن يتخلى فريقه عن غناء نسخ من أغاني الآخرين ويصبحوا كاتبين للأغاني.عُرض الفيلم لأول مرة في مهرجان هوت دوكس الكندي الدولي للأفلام الوثائقية في عام 2019.صدر الفيلم إلى دور العرض الأمريكية في 29 يوليو 2020.حصل الفيلم على ترشيح لجائزة الشاشة الكندية لأفضل فيلم وثائقي طويل في حفل توزيع جوائز الشاشة الكندية الثامن في عام 2020.منح موقع قاعدة بيانات الأفلام على الإنترنت (IMDB) الفيلم درجة 7.7/ 10.

## أشخاص الفيلم الأساسيين
- جوردون لايتفوت: مغني الكانتري الكندي الأسطوري
- بيرني فيدلر: منتج ومدير أعمال موسيقيين
- سيلفيا تايسون: ممثلة وموسيقية وكاتبة
- ايان تايسون: ممثل وموسيقي
- بيرني فينكلشتاين: ممثل ومنتج
- روني هوكينز: ممثل وموسيقي
- راندي باكمان: ممثل وملحن وموسيقي
- بيرتون كامينغز: ممثل وموسيقي
- آن موراي: ممثلة ومغنية
- بريان جود: ممثل وموسيقي
- سارة مكلاكلين: مغنية وملحنة وممثلة
- أليك بالدوين: ممثل أمريكي
- ستيف ايرل: ممثل وموسيقي [14][15]

## محتوى الفيلم
بدأ لايتفوت الغناء في عمر 8 سنوات في مدرسة "كنيسة القديس بولس المتحدة" وفي الصف التاسع المدرسي كون رباعي غنائي بأسلوب ما يسمى "صالون الحلاقة Barbershop" (يتكون من أربعة أشخاص، وهو أسلوب غناء كابيلا مع أصول غامضة إلى حد ما ولكن يعتقد بعض العلماء أنه يمكن إرجاعه إلى الأمريكيين الأفارقة في منتصف إلى أواخر القرن التاسع عشر). وفي عمر 18 سنة طلب من والديه تعلم الموسيقى في مدرسة للموسيقى في هوليوود – كاليفورنيا وأصيب الوالدين بالذهول.
عمل في أشهر مكان للعزف في يوركفيل هو "ريفربوت كوفي هاوس Riverboat Coffee House" الذي يقدم الغناء من 8 مساءاً حتى 3 قبل الفجر. كان يعيش في شقة يحبها بالطابق السفلي (القبو) وعنده مكتب وكرسي وكتب هناك "أمطار الصباح الباكر Early Morning Rain" عام 1965 وجاءه ثنائي الغناء الفولكلوري "إيان وسيلفيا " (1959 – 1975) Ian & Sylvia يطلبون غنائها ثم "بيتر، بول وماري Peter Paul & Mary" ثم "جودي كولنز" ثم الفيس 1971 ثم "بول ويلر" ثم "نيل يونج" وتوالت النسخ ليصبح عدد من غناها 133 فنان.
كان لايتفوت كندي في داخله ويعبر عنها في كل أغانيه، وأشار الفيلم إلى أن عمر كندا كان 100 سنة وتحتاج لشخص يغني عنها .. كتب لايتفوت أغنية "ثلاثية السكك الحديدية الكندية Canadian Railroad Trilogy" 1967 وجاء فيها: " كان هناك وقت في هذه الأرض العادلة قبل أن يتم تشغيل السكة الحديد، عندما وقفت الجبال الشامخة وحدها في مواجهة الشمس، قبل قدوم الرجل الأبيض بوقت طويل وقبل العجلة بزمن طويل، عندما كانت الغابة الخضراء المظلمة صامتة جدًا لدرجة يصعب معها أن تكون حقيقية".
قالوا عنه أنه شاب يغني ببساطة بمصاحبة جيتاره فقط، وقدم "أغنية ليلة الشتاء A song for a winter's night" عام 1967 وهي عن  شاب يحبس نفسه في شاليه في الغابة والثلج يتساقط .. وكتبها لايتفوت في موتيل بمدينة كليفلاند بالولايات المتحدة وهو الأستاذ في الكتابة بصحبته ورقة وقلم في أي مكان. ويقول لايتفوت: "أي أغنية تحمل جزء من التخيلات" ونحتاج للعزلة للكتابة والنظر بداخل الكاتب وتأتي التخيلات.
قدم أغنية "إذا كنت تستطيع قراءة عقلي" عام 1970 التي غناها 179 فنان وظهرت 9 اقتباسات منها.
كتب أغنيته "الدائرة صغيرة The circle is small" عام 1968 عن صديقته وعشيقته كاثي سميث (1947 – 2020) كانت مغنيًة كورس كنديًة من حين لآخر، وتاجرة مخدرات، وسكرتيرًة قانونيًة. قضت سميث 15 شهرًا في سجن ولاية كاليفورنيا لحقن الممثل "جون بيلوشي" بجرعة قاتلة من الهيروين والكوكايين في عام 1982. كانت علاقتهم، هي ولايتفوت عنيفة، وظهر ذلك في كلمات أغنيته "الغروب Sundown" التي حققت المركز الأول عام 1974، حيث قال: "أستطيع أن أراها مستلقية في ثوبها الساتان في غرفة تفعل فيها ما لا تعترف به .. أيها الغروب من الأفضل أن تحذر إذا وجدتك تتسلل حول درجات سلالمي الخلفية". ويقول منتج أغانية أن أفضل أعماله عندما يصادف مشاكل وعقبات في حياته.
تحدث عن اهتمامه بمدينة لوس أنجيلوس وقال أنها متعة كبيرة، حيث غنى في "التروبادور Troubadour" (ملهى ليلي يقع في ويست هوليود، كاليفورنيا، الولايات المتحدة، في 9081 شارع سانتا مونيكا) وصادق هناك رئيسة النادلات "جوانا" ورزق منها بطفل وقام بتمثيل فيلمه وقال أنه قام بالتمثيل في فيلم "هاري تراسي: دسبرادو Harry Tracy, Desperado" وظهر بصورة "بشعة". كما عرضت أغنية "إذا كنت تستطيع قراءة عقلي" على فرانك سيناترا الذي ألقى بأوراقها بعيداً وقال: "لا أستطيع غناء هذه". كان لايتفوت وقتها يشرب كثيراً ولهذا اتجه، في الثمنينات، للتجديف في القوارب وقام بحوالي 10 رحلات بحرية حيث لا يتناول أثنائها الكحوليات وشرع في مراقبة الحيوانات البرية مثل الذئاب والأكل والمعيشة في الغابات والبرية.
ظهرت أغنية "حطام السفينة إدموند فيتزجيرالد" بعد إذاعة أخبار حادثة غرق سفينة البضائع الضخمة، وقالت الأغنية: "البحيرة الكبيرة المسماة جيتشي جو .. يقال إن البحيرة لا تكف عن إستقبال موتاها أبدًا .. عندما تصبح سماء نوفمبر قاتمة .. مع حمولة من خام الحديد أكثر من ستة وعشرين ألف طن .. من وزن إدموند فيتزجيرالد فارغة .. كانت تلك السفينة العظيمة مثل عظام يمكن مضغها .. .. .. عندما جاء وقت العشاء، جاء الطاهي العجوز على ظهر السفينة قائلاً .. يا رفاق، من الصعب جدًا اطعامكم". فاز لايتفوت بجائزة ملحن العام عن هذه الأغنية التي تحدث عنها أعضاء فريق لايتفوت وأفادوا أنهم عزفوها في الاستوديو لأول مرة مع قرعات الطبول عالية وكانت رائعة وحاولوا عمل تسجيل ثاني أو ثالث وفي كل مرة يظهر تفوق التسجيل الأول .. وكان هذا في رأيهم "اعجازي"، ولم يتوقع العازفين طرح هذه الأغنية منفردة على قوائم أفضل الأغاني ولكنها حققت المركز الأول.
كان لايتفوت يعيد ويكرر ويغير في الاستوديو للوصول إلى الكمال. وكان أفضل الموسيقيين في رأيه هو "بوب ديلان" وعنما منح "جائزة جونو Juno Awards بقاعة مشاهير الموسيقى الكندية Canadian Music Hall of Fame" عام 1986 رفض استلامها إلا إذا جاء بوب ديلان لتسليمه الجائزة بيده.

## استقبال الفيلم
منح موقع "الطماطم الفاسدة" الفيلم تقييماً مقداره 89% بناءاً على آراء 27 ناقداً سينمائياً، ومنح موقع "ميتاكريتيك" الفيلم تقييماً مقداره 74% بناءاً على آراء 6 نقاد سينمائيين.
كتب أوين جليبرمان كم مجلة فرايتي في 31 يوليو 2020: "الفيلم يحتفي بكيفية تحويل جوردون لايتفوت لأشيائه المحطمة إلى أشياء رائعة".
كتب كيفن كرست من صحيفة لوس انجليس تايمز في 30 يوليو 2020: "استعراض استعادي وشامل لفنان يعمل بجد ويعيش ليروي الحكاية".

## روابط خارجية
- مقالات تستعمل روابط فنية بلا صلة مع ويكي بيانات

https://www.imdb.com/title/tt10237902/ جوردون لايتفوت: إذا كنت تستطيع قراءة عقلي (فيلم)
https://www.filmaffinity.com/us/film831820.html جوردون لايتفوت: إذا كنت تستطيع قراءة عقلي (فيلم)
https://www.allocine.fr/film/fichefilm_gen_cfilm=274541.html جوردون لايتفوت: إذا كنت تستطيع قراءة عقلي (فيلم)
https://mubi.com/films/gordon-lightfoot-if-you-could-read-my-mind جوردون لايتفوت: إذا كنت تستطيع قراءة عقلي (فيلم)
https://letterboxd.com/film/gordon-lightfoot-if-you-could-read-my-mind/ جوردون لايتفوت: إذا كنت تستطيع قراءة عقلي (فيلم)
https://www.blu-ray.com/Gordon-Lightfoot-If-You-Could-Read-My-Mind/1251438/ جوردون لايتفوت: إذا كنت تستطيع قراءة عقلي (فيلم)
https://www.allmovie.com/movie/gordon-lightfoot-if-you-could-read-my-mind-v722683 جوردون لايتفوت: إذا كنت تستطيع قراءة عقلي (فيلم)